# La Amistad
La Amistad är en ort i Mexiko.   Den ligger i kommunen Tula de Allende och delstaten Hidalgo, i den sydöstra delen av landet, 70 km norr om huvudstaden Mexico City. La Amistad ligger 2 101 meter över havet och antalet invånare är 1 401.
Terrängen runt La Amistad är platt åt nordost, men åt sydväst är den kuperad. Runt La Amistad är det ganska tätbefolkat, med 160 invånare per kvadratkilometer. Närmaste större samhälle är Tepeji de Ocampo, 11,6 km söder om La Amistad. Trakten runt La Amistad består i huvudsak av gräsmarker.